# Ethel Mars
Ethel Mars, née à Springfield, États-Unis, le 19 septembre 1876 et morte à Saint-Paul-de-Vence, France, le 23 mars 1959, est une illustratrice et graveuse sur bois. Elle est surtout connue pour ses gravures sur bois à lignes blanches. Elle a vécu avec Maud Hunt Squire, également artiste, à Paris et Provincetown, Massachusetts.

## Biographie

### Jeunesse et formation
Ethel Mars est née à Springfield, Illinois, en 1876.
Pendant la majeure partie de son enfance, Ethel et ses parents vivent avec les grands-parents maternels. Elle commence à peindre et remporte des prix à l'Illinois State Fair. Mars assiste à des rencontres sociales et à des thés d'église où elle est connue pour avoir une « voix d'une puissance et d'une douceur merveilleuses ».
Ayant obtenu une bourse d'études, elle fréquente l'Académie des beaux-arts de Cincinnati à partir de 1892. Pendant ce séjour, elle rencontre Maud Hunt Squire et leur relation durera tout leur vie. Elles ont Lewis Henry Meakin (en) et Frank Duveneck pour professeurs de dessin, d'illustration et de peinture. Edna Boies Hopkins (en) était une amie de Squire et de Mars tout au long de leur vie.  

### Carrière
Après avoir terminé ses études à Cincinnati, Mars commence sa carrière d'illustratrice à New York, tout comme sa compagne Squire. Elle continue à gagner des prix aux salons d'État de l'Illinois, à l'occasion de ses visites chez ses parents. Mars et Squire se rendent en Europe à partir de 1900, elles créent des illustrations pour Children of Our Town de Carolyn Wells et Adventures of Ulysses de Charles Lamb en 1902.  

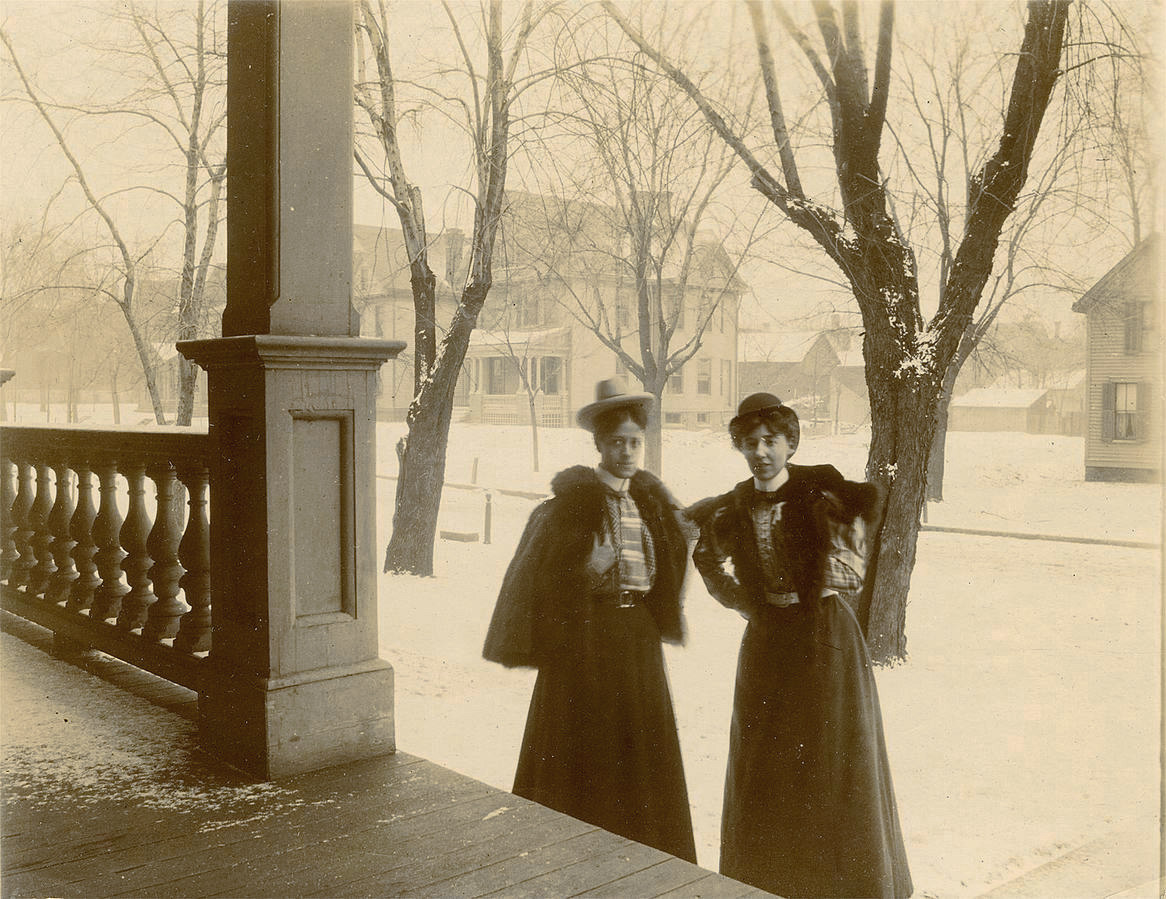
Maud Hunt Squire (à gauche) et Ethel Mars (à droite), Springfield, Illinois, vers 1898

Lors de leurs voyages à Munich en 1904, Mars apprend la gravure sur bois en couleur. Vers 1905, elle réalise une scène de rue parisienne, Untitled (Woman at Shop Window), une œuvre à motifs décoratifs inspirés des intimistes d'Édouard Vuillard et de Pierre Bonnard. En 1907 et 1908, elle séjourne à plusieurs reprises en Bretagne, notamment à Vitré, Pont-Aven et Concarneau, qui lui inspirent plusieurs gravures.
Suivant la vague d'artistes en France du début du siècle, le couple s'installe à Paris en 1906. Elle expose régulièrement au Salon d'automne dont elle est membre élue et fait occasionnellement partie du jury. Elle est également membre de la Société des Beaux-Arts. Elle expose à Paris et à travers les États-Unis. En 1909, Harper's Weekly publie sa peinture Woman with a Monkey, qui remporte le prix de la « meilleure peinture par une femme » à la Society of Western Artists l'année suivante. Elle initie à la gravure sur bois Margaret Jordan Patterson.

## Œuvre
Mars dessine à la craie, peint et réalise des gravures sur bois. Ses domaines de prédilections sont les paysages, les portraits, les scènes de rue, les cafés. L’œuvre de Mars se distingue par sa simplicité audacieuse de conception et ses aplats de couleurs vives. 

"Richesse" de Children of Our Town, 1902, écrit par Carolyn Wells et illustré par Ethel Mars et Maud Hunt Squire.
Femme au singe, 1909, qui peut être un autoportrait.
Sans titre, ca. 1916, Smithsonian American Art Museum.

### Œuvre gravé

Sans titre (femme à la vitrine), xylographie, vers 1905, Indianapolis Museum of Art.

À partir de 1904, Ethel Mars s'adonne à la gravure sur bois. Son travail de la couleur et l'absence d'utilisation de bois de trait pour cerner le contour des motifs rapproche son style gravé de la peinture fauve et des premières xylographies de Kandinsky.
En 1915, Ethel Mars et Maud Hunt Squire rejoignent le groupe de graveurs Provincetown printmakers (Massachusetts), où fut développé une technique nouvelle de gravure sur bois, nommée Provincetown white line woodcut, permettant l'impression de xylographie en couleur à l'aide d'une seule plaque plutôt par le tirage de plusieurs blocs successifs.